# Ceraphronidae

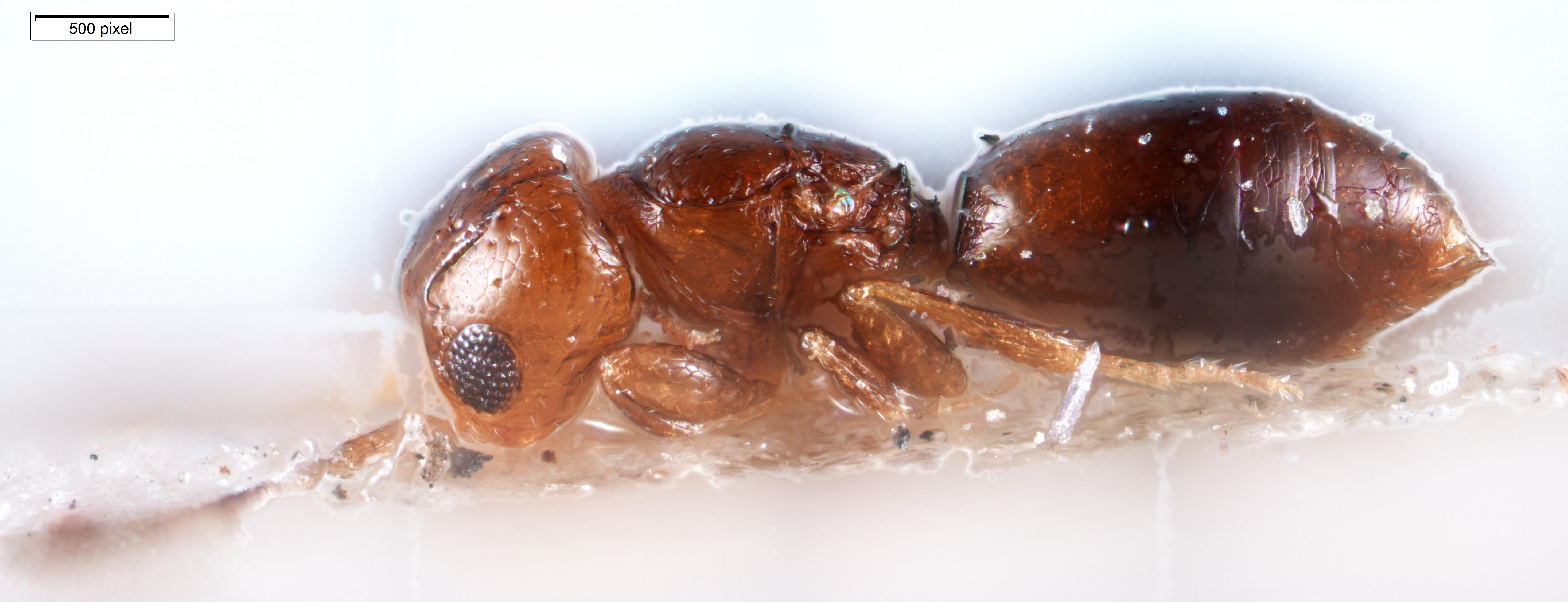
Microceraphron subterraneus, especie subterránea sin alas

Ceraphronidae es una pequeña familia de Hymenoptera con 14 géneros y 360 especies conocidas, aunque quedan muchas especies por describir. Se conoce muy poco de este grupo, pero se sabe que la mayoría son parasitoides de insectos, especialmente de moscas y otros dípteros; también parasitan a Thysanoptera, Lepidoptera y Neuroptera. Algunos parasitan a otros parásitos, es decir que son hiperparasitoides, por ejemplo de Braconidae en pulgones. Algunas especies se encuentran en el suelo, y de estas, muchas carecen de alas.
Se diferencia de Megaspilidae, la otra familia de la superfamilia Ceraphronoidea por tener un estigma muy pequeño en el ala, un pecíolo metasomal ancho y un solo surco medial en el mesotórax.
El autor del taxón es Alexander Henry Haliday en 1833.